# Issuu
Az Issuu az interneten elérhető, digitalizált anyagok közzétételét biztosító rendszer, elektronikus kiadói platform.

## Története
Az Issuu-t 2006-ban alapította Michael és Ruben Bjerg Hansen, Mikkel Jensen és Martin Ferro-Thomsen Koppenhágában. A szoftvert egyre többen használták internetes publikálásra, a havi oldalletöltések száma 2013-ra elérte a 7-8 milliárdot. 2014-ben kezdett működni a Clip, egy olyan lehetőség, aminek a segítségével az Issun közzétett kiadvány egy-egy oldaláról képet lehetett készíteni és azt megosztani, vagy továbbküldeni. 2014-ben az Issuu együttműködési megállapodást kötött a LinkedInnel, így a közösségi oldal profiljaiba is beépíthető lett a szolgáltatás. 2015-ben havi 85 millió egyedi látogató kereste fel az oldalt, hogy a 21 milliónyi ott megjelent kiadványban olvasson.
2013-ban irodát nyitottak a kaliforniai Szilícium-völgy-ben, Palo Altoban, ahová nemsokára a székhelyüket is áttették.

## Gazdálkodási adatok
2013-ban az Issu megvásárolta a szintén dán Magma nevű szoftverfejlesztő vállalatot. 2016-ban az Amerikában jelentős, elsősorban helyi lapok kiadásával foglalkozó Micromedia Publications több lapját is az Issuu-n jelentette meg. 2017-ben az Issu bevezette a fizetős hozzáférést, így a tartalmak megosztói az Issuu-n keresztül pénzt kérhetnek az olvasásért. Ugyanebben az évben 10 millió dollárnyi tőkeemelést hajtottak végre egy amerikai (Sunstone Capital) és egy japán (KDDI) társaság bevonásával.

## Elismerés
2009-ben a Time amerikai hetilap az ötven legjobb weboldal közé sorolta az Issuu-t.

## Fordítás
- Ez a szócikk részben vagy egészben  az   Issuu című angol Wikipédia-szócikk ezen változatának fordításán alapul.  Az eredeti cikk szerkesztőit annak laptörténete sorolja fel. Ez a jelzés csupán a megfogalmazás eredetét és a szerzői jogokat jelzi, nem szolgál a cikkben szereplő információk forrásmegjelöléseként.